# Proacidalia clarina
Proacidalia clarina är en fjärilsart som beskrevs av Otto Staudinger 1901. Proacidalia clarina ingår i släktet Proacidalia och familjen praktfjärilar. Inga underarter finns listade i Catalogue of Life.